# Волошин, Сергей Антонович
Сергей Антонович Волошин (Sergei A. Voloshin) — российский и американский учёный в области физики высоких энергий и ядерной физики, профессор Университета Уэйна.
Родился 18 февраля 1953 года в Сталине (Донецке).
Окончил МИФИ (1976, диплом с отличием) и его аспирантуру (1979), в 1980 г. защитил кандидатскую диссертацию:
- Процессы множественного рождения при взаимодействии адронов высоких энергий с атомными ядрами в партонной модели : диссертация … кандидата физико-математических наук : 01.04.16. — Москва, 1979. — 127 с. : ил.

Работал там же на кафедре теоретической физики: младший научный сотрудник (1980—1983), ассистент, старший преподаватель (1983—1988), доцент (1988—1998).
Приглашённый научный сотрудник (visiting scientist) в университетах Питтсбурга (1992—1996) и Гейдельберга (1996—1998), в 1998—1999 гг. научный сотрудник Национальной лаборатории Лоренса в Беркли (Lawrence Berkeley National Laboratory).
С 1999 г. ассоциированный профессор, с 2004 г. профессор факультета физики и астрономии Университета Уэйна.
Индекс Хирша — 118 (2020).
Список публикаций:
- https://scholar.google.com/citations?user=4KvxNmAAAAAJ

Сочинения:
- Образование фотонов и дилептонов в адронных столкновениях в моделях термодинамического типа / С. А. Волошин, Ю. П. Никитин. — М. : МИФИ, 1989. — 27 с. : ил.; 20 см. — (Препр. Моск. инж.-физ. ин-т; 052-89).
- Кварковая комбинаторика: (Текст лекций) / С. А. Волошин, Ю. П. Никитин; Моск. инж.-физ. ин-т. — М. : МИФИ, 1987. — 42,[1] с. : ил.; 20 см.
- Кварковый комбинаторный счет и адронные распады тяжелых частиц / С. А. Волошин, Ю. П. Никитин. — С .18-24 В книге: Физика высоких энергий : сборник научных трудов / Моск. инженер.-физ. ин-т; под ред. Б. А. Долгошеина. — Москва : Энергоатомиздат, 1984. — 102 с. : рис. ; 23 см.

Лауреат премии Московского комсомола в области науки, техники и производства 1985 г.